# Trier-Filsch

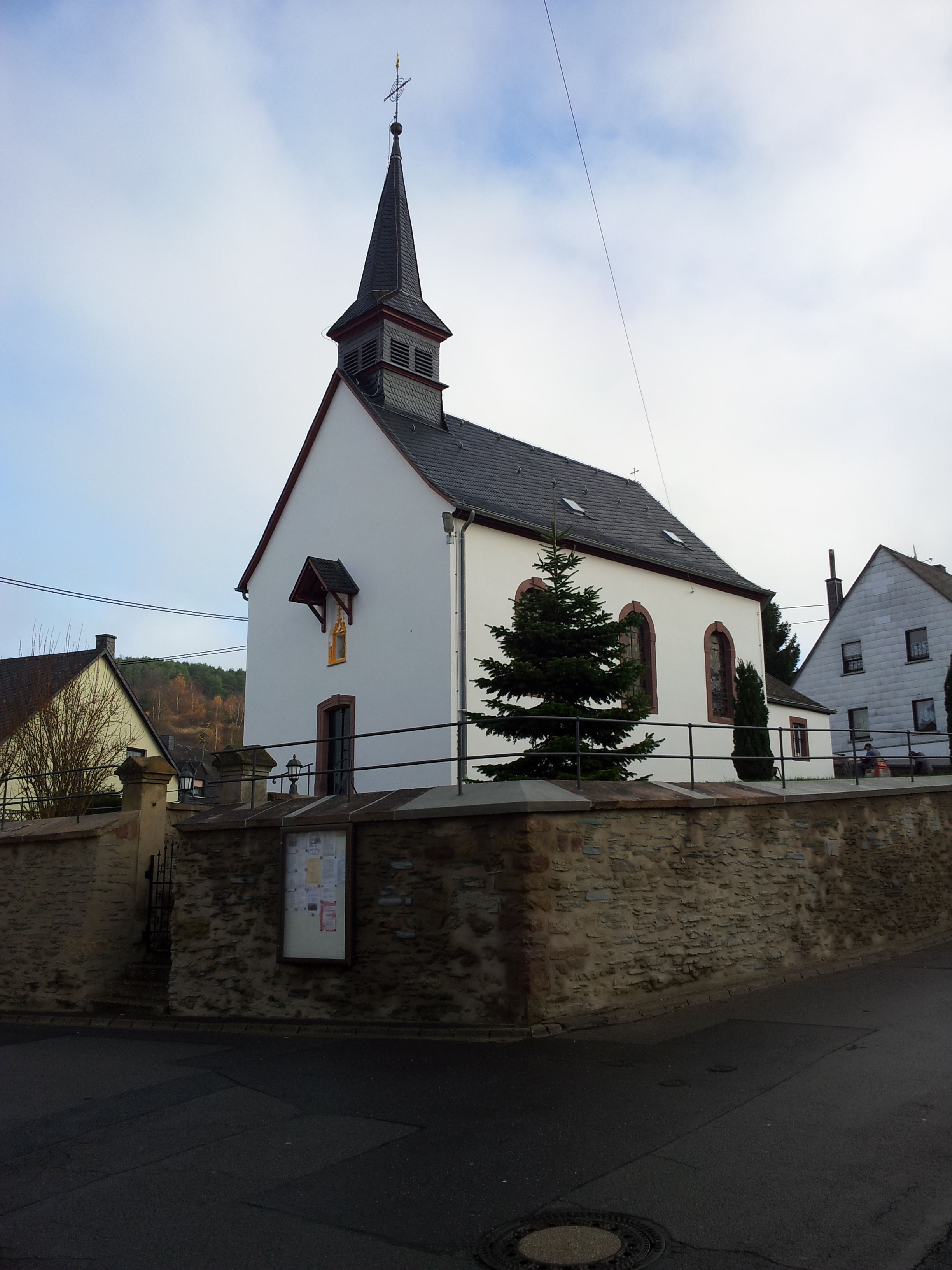
Kirche St. Luzia

Filsch ist einer der 19 Ortsbezirke der Stadt Trier in Rheinland-Pfalz.

## Geographie
Filsch ist umgeben von Wiesen, Wäldern und Hügeln, höchstgelegener Trierer Bezirk und liegt am Fuße des Schellbergs im Südosten der Stadt, etwa sieben Kilometer vom Zentrum entfernt. Filsch bildete lange Zeit mit weniger als 1000 Einwohnern den kleinsten Stadtbezirk von Trier. Im Lauf der 2010er Jahre ist durch Neubaugebiete die Einwohnerzahl auf über 1500 gewachsen. Der dörfliche Charakter des alten Kerns von Filsch blieb dennoch bis heute bewahrt.

### Natur
Nördlich von Trier-Filsch befinden sich einige Weinbergsbrachen, die für das Vorkommen einiger gefährdeter Tierarten bekannt sind. So kommen hier die drei Reptilienarten Schlingnatter, Blindschleiche und Mauereidechse vor. An Vogelarten brüten hier Turteltaube, Neuntöter und Grünspecht. Durch das Gebiet führt der Saar-Hunsrück-Steig. Kraniche nutzen die Aufwinde des Schellbergs und des Heidenkopfs insbesondere auf dem Rückzug in die Brutgebiete.

## Geschichte
Filsch wurde 973 vom Trierer Erzbischof Theoderich I., der den Hof Filsch mit sechs Bauerngütern der Benediktinerabtei St. Marien hinterließ, zum ersten Mal offiziell erwähnt. Filsch zählt damit zu den ältesten Ortschaften in der Umgebung von Trier. Am 7. Juni 1969 gab der Ort seine Eigenständigkeit auf und wurde in die Stadt eingemeindet; er hatte zu diesem Zeitpunkt 360 Einwohner.

## Politik
- SPD: 3
- UBT: 1
- FDP: 4
- CDU: 3

Filsch gilt auf kommunaler Ebene als Hochburg der FDP, die dort teilweise mehr als 30 Prozent der Stimmen gewinnen kann. Sie ist mit 4 Sitzen im Ortsbeirat seit der Kommunalwahl am 9. Juni 2024 weiterhin stärkste Kraft, dahinter folgen die SPD und die CDU mit jeweils drei Sitzen sowie die Unabhängige Bürgervertretung Trier (UBT) mit einem Sitz. Für weitere Informationen und historische Daten zum Ortsbeirat siehe die Ergebnisse der Kommunalwahlen in Trier.
Als Ortsvorsteher wurde bei der Direktwahl am 9. Juni 2024 Joachim Gilles (FDP) zum zweiten Mal wiedergewählt, wobei er sich mit einem Stimmenanteil von 75,9 % gegen einen Mitbewerber durchsetzen konnte. Er ist seit dem 5. August 2018 im Amt, nachdem sein Vorgänger und Vater, Karl-Josef Gilles (FDP), am 12. Mai 2018 verstorben ist. Karl-Josef Gilles war seit 1999 Ortsvorsteher.

## Vereinsleben
Bedeutendster Verein des Bezirks ist der am 25. August 2000 gegründete Heimat- und Kulturverein Filsch e. V. Ziel des Vereins ist die Stärkung der dörflichen Gemeinschaft durch Erhalt alter Filscher Traditionen. Ein Projekt des Vereins, die Produktion einer Dorfchronik in Zusammenarbeit mit der Arbeitsgemeinschaft für Landesgeschichte und Volkskunde des Trierer Raums, wurde 2003 fertiggestellt. Im Übrigen besteht die Reservisten-Kameradschaft Trier-Filsch im Verband der Reservisten der Deutschen Bundeswehr e. V. mit 65 Mitgliedern, davon 50 aktive Reservisten und 15 Fördermitglieder.

## Regelmäßige Veranstaltungen
- Maibaumfest des Heimatvereins
- Kartoffel- und Viezfest
- Martinszug
- Ehrenwache mit Kranzniederlegung am Kriegerdenkmal
- Filscher Kulturherbst
- Karnevalistischer Abend
- Adventsfeier